# Johannes Palmgren
Johannes Palmgren, född 18 februari 1869 i Tryde socken, död 7 mars 1947 i Stockholm, var en svensk sadelmakare.
Johannes Palmgren var son till dragonen Mårten Palmgren. Han kom 1883 i lära hos en sadelmakarmästare i Tomelilla, blev tre år senare gesäll och konditionerade därefter bland annat i Malmö och en kort tid i Berlin. Åren 1890–1896 var han anställd hos vagnmakaren Carl A. Swenson i Stockholm, och från 1896 drev han där en egen sadelmakarverkstad (1945 ombildad till Joh. Palmgren AB). Denna utvecklades med tiden till Sveriges främsta hantverksföretag inom lädervarubranschen, känt bland annat för sin estetiskt högtstående produktion. Firman öppnade 1943 en filial i Helsingborg. Ett dotterbolag var Ullersätters lädervaru AB i Ullersätter (bildat 1942) där en mer maskinell serieproduktion tillämpades, medan huvudverkstaden i Stockholm fortsatte hantverkstraditionerna. Palmgren blev hovsadelmakare 1938. Han var ordförande i Sveriges sadelmakarmästares riksförbund 1924–1926 och i Stockholms sadelmakeriidkareförening 1926–1930. Johannes Palmgren är begravd på Norra begravningsplatsen utanför Stockholm.